# Lithasia curta
Lithasia curta је пуж из реда Sorbeoconcha и фамилије Pleuroceridae.

## Угроженост
Подаци о распрострањености ове врсте су недовољни.

## Распрострањење
Сједињене Америчке Државе су једино познато природно станиште врсте.

## Станиште
Станиште врсте су слатководна подручја.